# Aphrocallistes subglobosa
Aphrocallistes subglobosa är en svampdjursart som först beskrevs av James Scott Bowerbank 1869.  Aphrocallistes subglobosa ingår i släktet Aphrocallistes och familjen Aphrocallistidae. Inga underarter finns listade i Catalogue of Life.